# Warad-Sin
Warad-Sin – król miasta-państwa Larsa w latach 1834–1823 p.n.e. Na tronie Larsy osadził go jego ojciec Kudur-Mabuk, przywódca amoryckiego plemienia Emutbal (Jamutbal), który usunął z tronu poprzedniego władcę Silli-Adada. Następcą Warad-Sina został jego młodszy brat Rim-Sin.